# Luxor Air
Luxor Air war eine ägyptische Charterfluggesellschaft, die ihren Betrieb im Jahr 2008 eingestellt hat.

## Geschichte

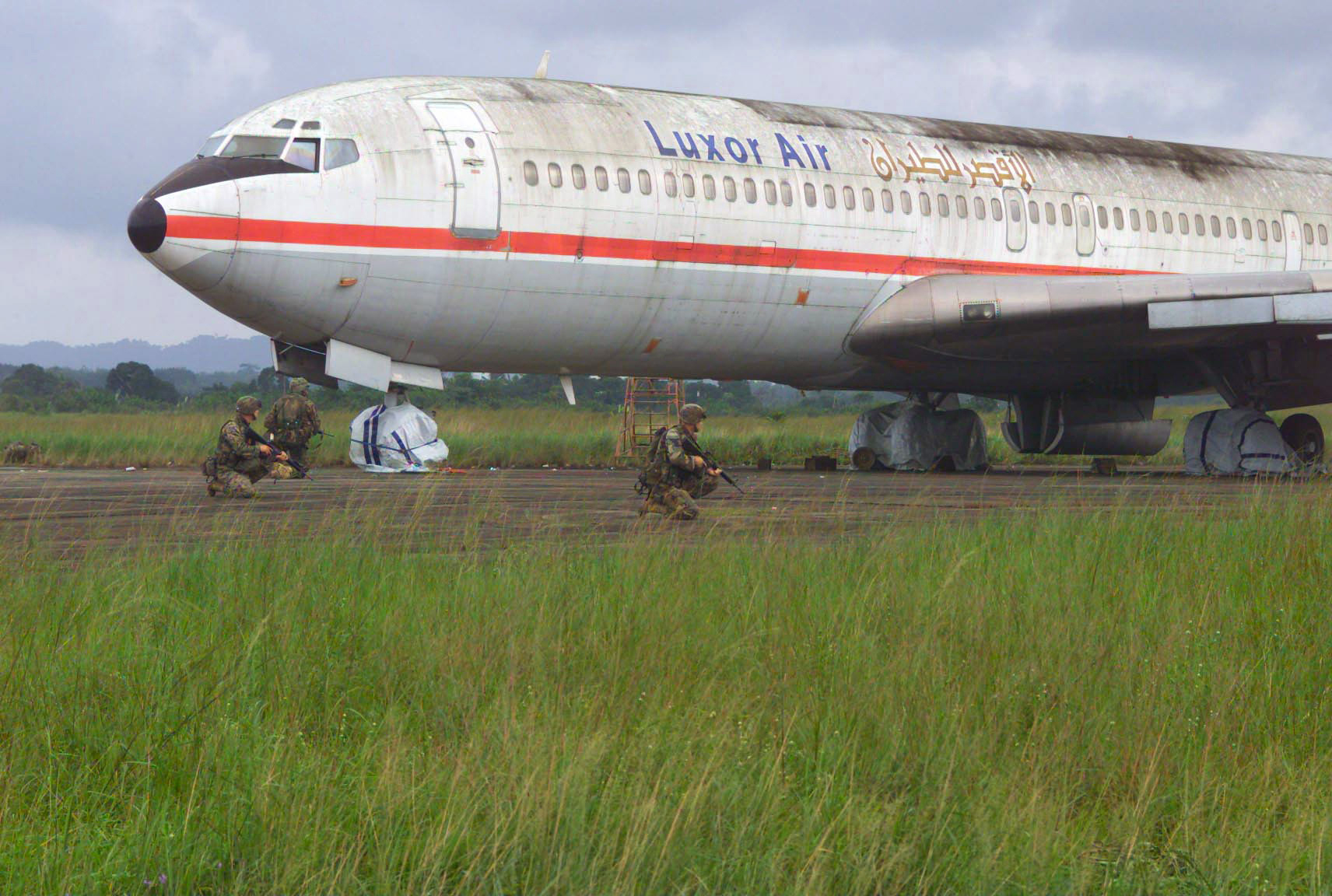
Die nach einem Landeunfall in Monrovia verbliebene Boeing 707

Luxor Air wurde im Jahr 1997 in Kairo von Privatinvestoren gegründet. Das Unternehmen erwarb im Juli 1998 eine Boeing 707-300C von Middle East Airlines, mit der die Betriebsaufnahme erfolgte. Die Maschine kam primär im Ad-hoc-Charterverkehr innerhalb Ägyptens zum Einsatz, daneben auch auf internationalen Haddsch-Flügen von und nach Dschidda (Saudi-Arabien). Im Juli 2000 übernahm Luxor Air als zweites Flugzeug eine geleaste Boeing 737-400, die sie im Rahmen einer ACMI-Vereinbarung für die algerische Fluggesellschaft Ecoair International betrieb. Nachdem die Boeing 707 infolge eines Unfalls am 23. März 2001 als Totalverlust abgeschrieben werden musste (siehe unten), stellte das Unternehmen zunächst sämtliche Aktivitäten ein.
Die erneute Betriebsaufnahme erfolgte im August 2002 mit einer geleasten McDonnell Douglas MD-83. Luxor Air konzentrierte sich nun hauptsächlich auf die Durchführung von IT-Charterflügen von und nach Europa. Sie übernahm im Juli 2003 ein zweites geleastes Flugzeug dieses Typs. Im März 2004 erteilte Frankreich der Gesellschaft ein Einflugverbot, nachdem eine MD-83 während eines nächtlichen Anflugs auf Nantes vom Landekurs abgewichen war und das Stadtzentrum in einer Höhe von etwa 150 Meter (500 Fuß) überflogen hatte. Durch den Zwischenfall geriet das Unternehmen in den Fokus der europäischen Luftfahrtbehörden. Einen Monat später wurden bei der Kontrolle eines Flugzeugs in Amsterdam-Schiphol sicherheitsrelevante Mängel festgestellt, so dass sich die Niederlande, Belgien, Italien und die Schweiz dem Einflugverbot anschlossen. Luxor Air gab daraufhin eine MD-83 an den Leasinggeber zurück und setzte ihren Betrieb mit nur einem Flugzeug fort. Nach der Aufhebung des Flugverbots konnte sie ab dem Folgejahr erneut IT-Charterverbindungen in die entsprechenden Länder aufnehmen. Im Jahr 2008 stellte die Gesellschaft ihren Betrieb ein.

## Flotte
Im Lauf ihrer Geschichte betrieb Luxor Air folgende Flugzeugtypen:
- Boeing 707-300C (betrieben von 1998 bis 2001)
- Boeing 737-400 (betrieben von 2000 bis 2001)
- McDonnell Douglas DC-9-83 (MD-83) (betrieben von 2002 bis 2008)

## Zwischenfälle
Am 23. März 2001 wurde eine aus Dschidda (Saudi-Arabien) kommende Boeing 707-300C (Kennzeichen: SU-BMV) nach einem Landeunfall in Monrovia (Liberia) als Totalverlust abgeschrieben. Die Piloten hatten im Endanflug den Sichtkontakt zur Landebahn verloren und das Flugzeug hart auf der Piste aufgesetzt. Es prallte von der Bahn ab, wobei die rechte Tragfläche und die beiden rechten Triebwerke Bodenberührung bekamen. An Bord befanden sich 170 Haddsch-Pilger und sieben Besatzungsmitglieder, die alle überlebten. Aufgrund der Schadenshöhe war eine Reparatur der 32 Jahre alten Maschine wirtschaftlich nicht vertretbar. Sie verblieb in Monrovia.